# 南麻布
南麻布（みなみあざぶ）は、東京都港区の地名。麻布地区総合支所管内に当たり、現行行政地名は南麻布一丁目から南麻布五丁目。住居表示実施済区域。

## 地理
港区西部に位置する。北で西麻布、北東で元麻布・麻布十番、東で三田、南で白金、南西で渋谷区恵比寿、西で渋谷区広尾と隣接する。坂が多く見られ、仙台坂、木下坂、北条坂（鉄砲坂）、青木坂、新富士見坂、南部坂などが残る。

### 地価
住宅地の地価は、2025年（令和7年）1月1日の公示地価によれば、南麻布1-5-11の地点で407万円/m2、南麻布4-9-34の地点で432万円/m2、南麻布5-9-2の地点で255万円/m2となっている。

## 歴史
江戸時代は街外れで麻布村の主要耕作地だったほか、寺社地も多く、また大名、小名の下屋敷が置かれていた。今に残る仙台坂、南部坂、北条坂、青木坂は、各藩の屋敷に由来する。江戸中期には、将軍家の別荘である白銀（しろかね）御殿（麻布御殿・富士見御殿とも呼ばれる）が存在した。明治から大正時代にかけ開発が行われ、後に各国の大使館が設置されるに伴い徐々に今日の国際色豊かな都心の住宅街へと変貌を遂げていった。
1962年（昭和37年）の「住居表示に関する法律」の施行を受け1966年（昭和41年）、麻布東町、麻布竹谷町（たけやちょう）、麻布新堀町（しんぼりちょう）、麻布富士見町（ふじみちょう）、麻布盛岡町（もりおかちょう）、麻布田島町、麻布広尾町（ひろおちょう）の各全域に、麻布本村町（ほんむらちょう）、麻布新広尾町（しんひろおちょう）の一部を合わせて再編し、南麻布となった。

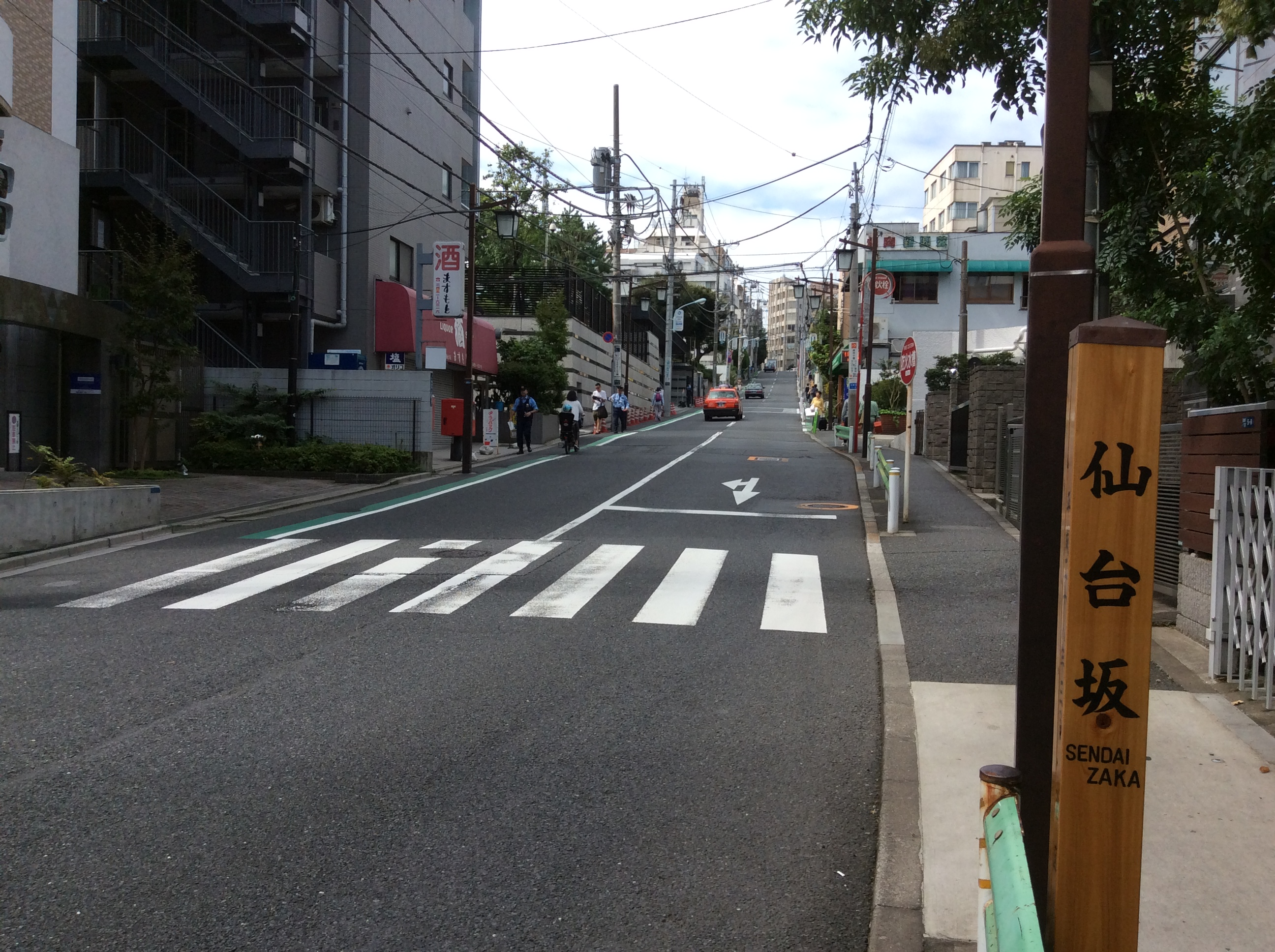
仙台坂を西方向に上る（2017年9月24日撮影）
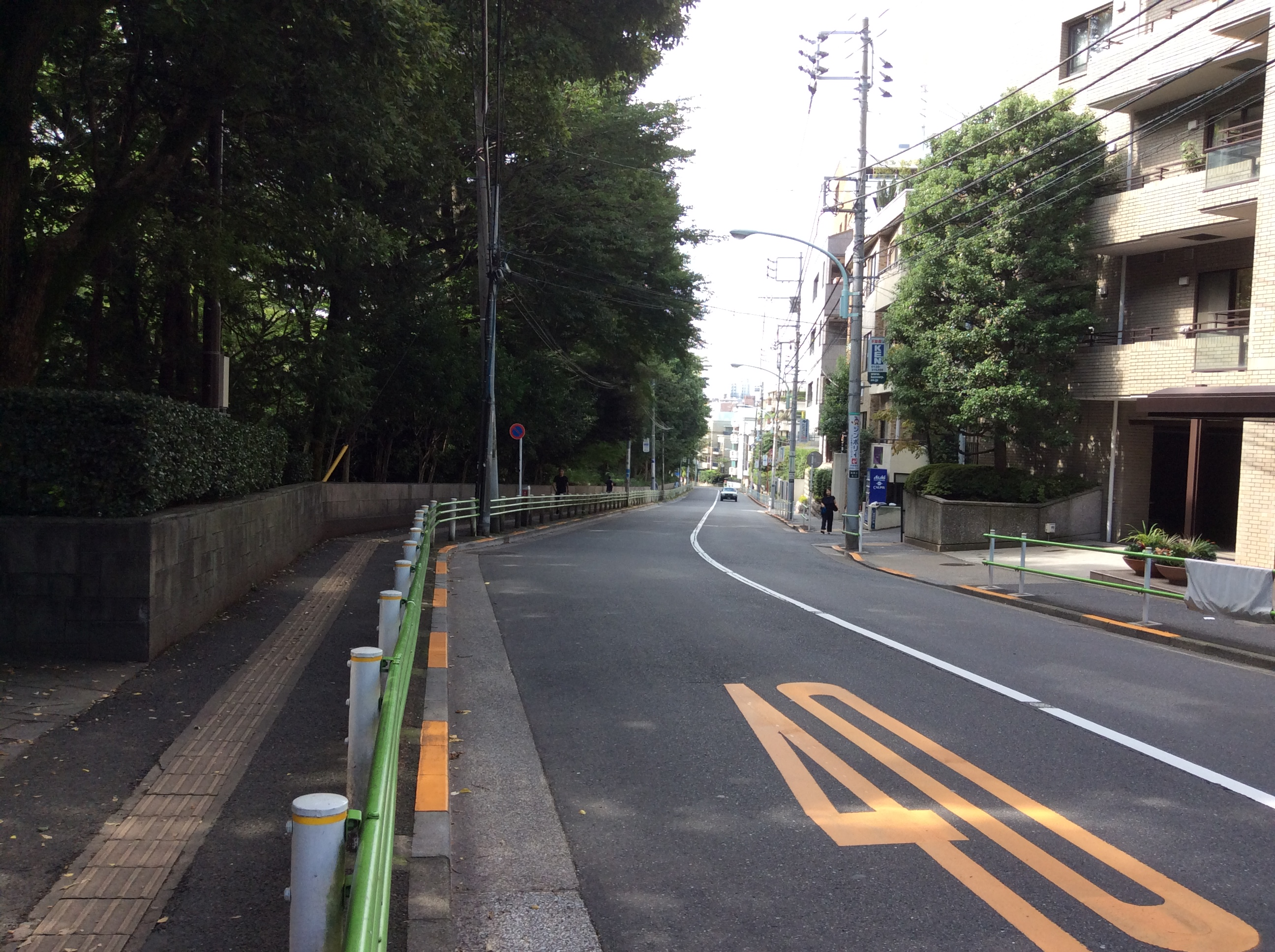
木下坂を南側方向に下る（2017年9月24日撮影）
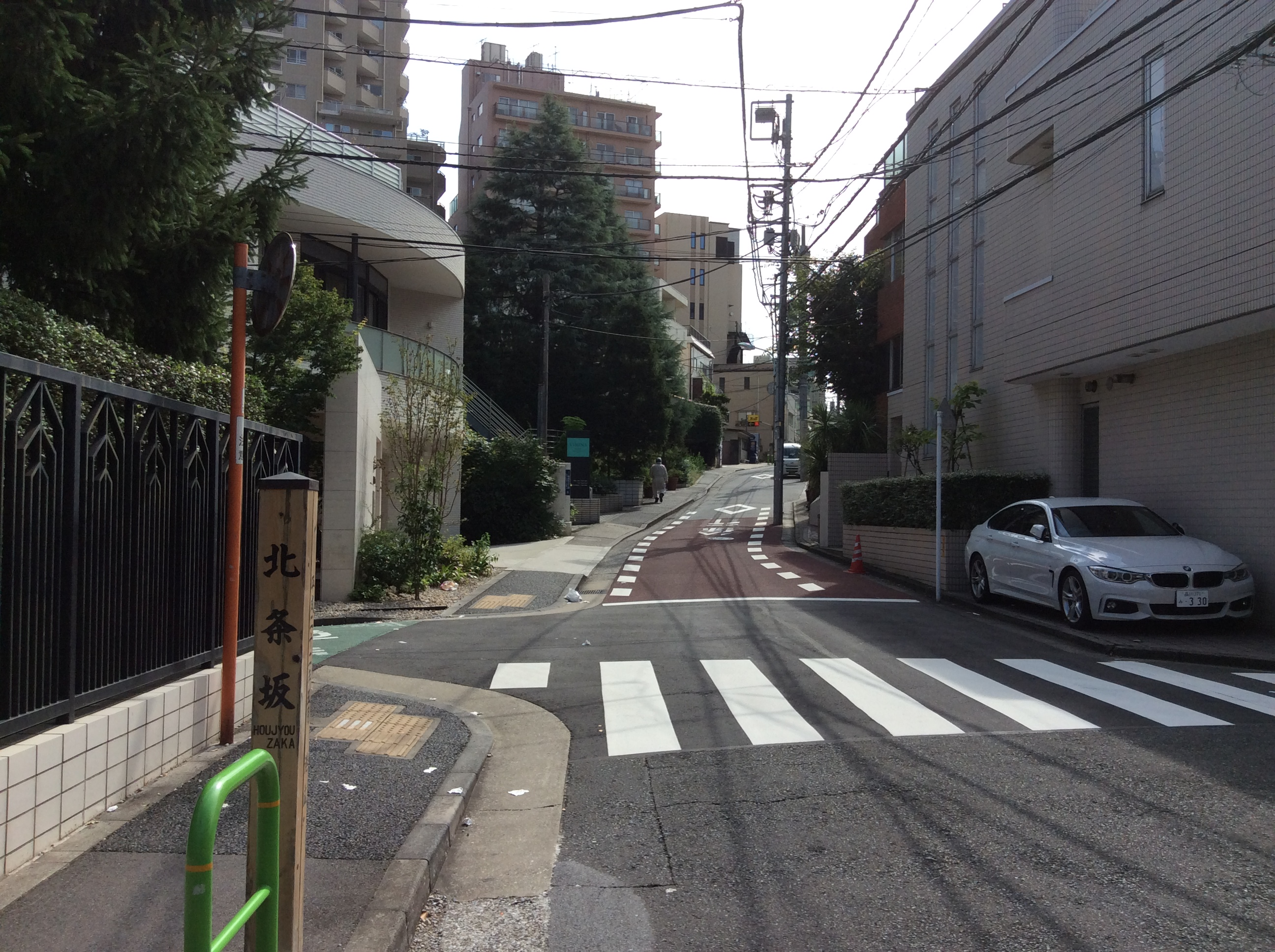
北条坂を東方向に上る（2017年9月24日撮影）
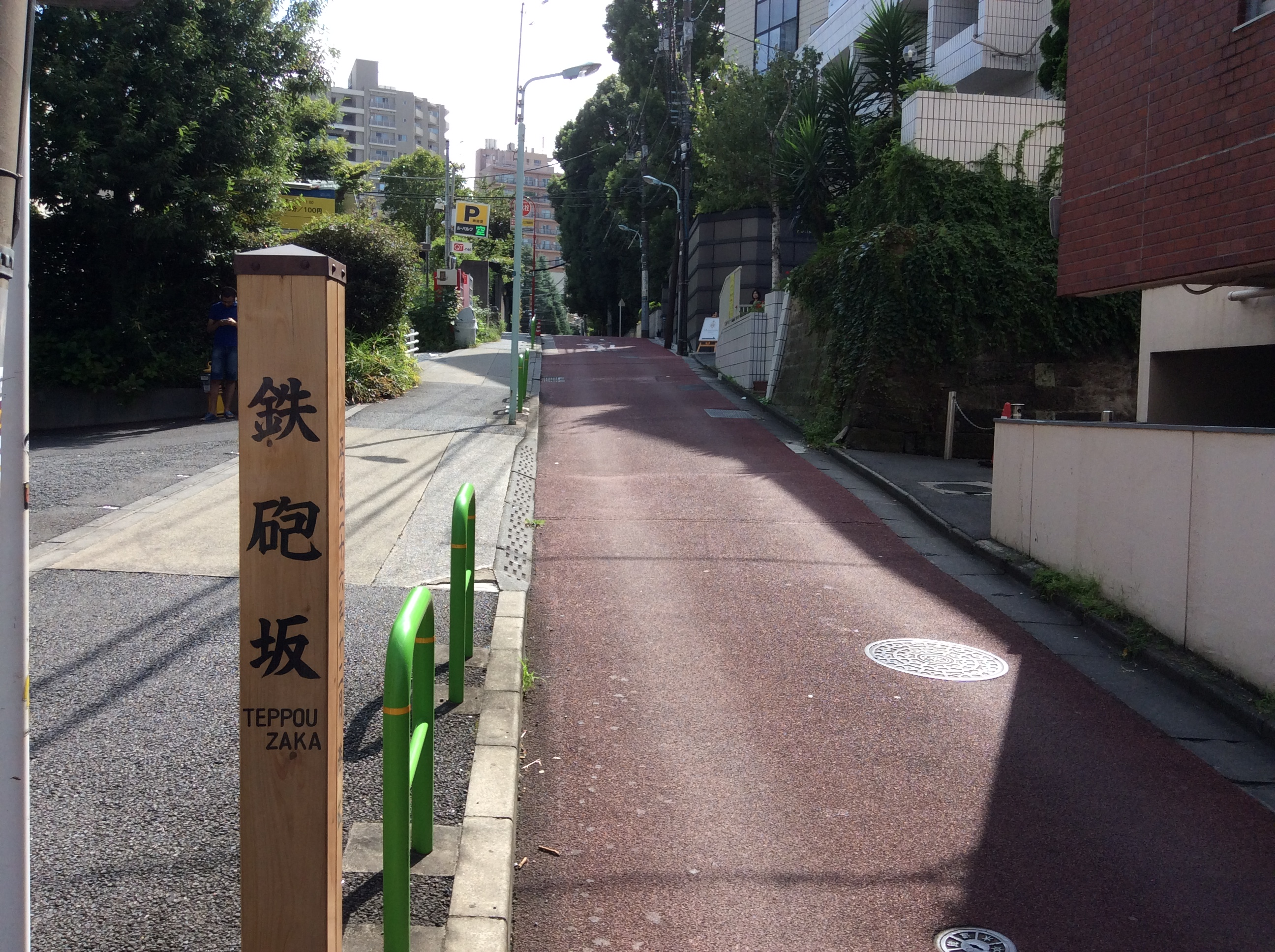
鉄砲坂を東方向に上る（2017年9月24日撮影）
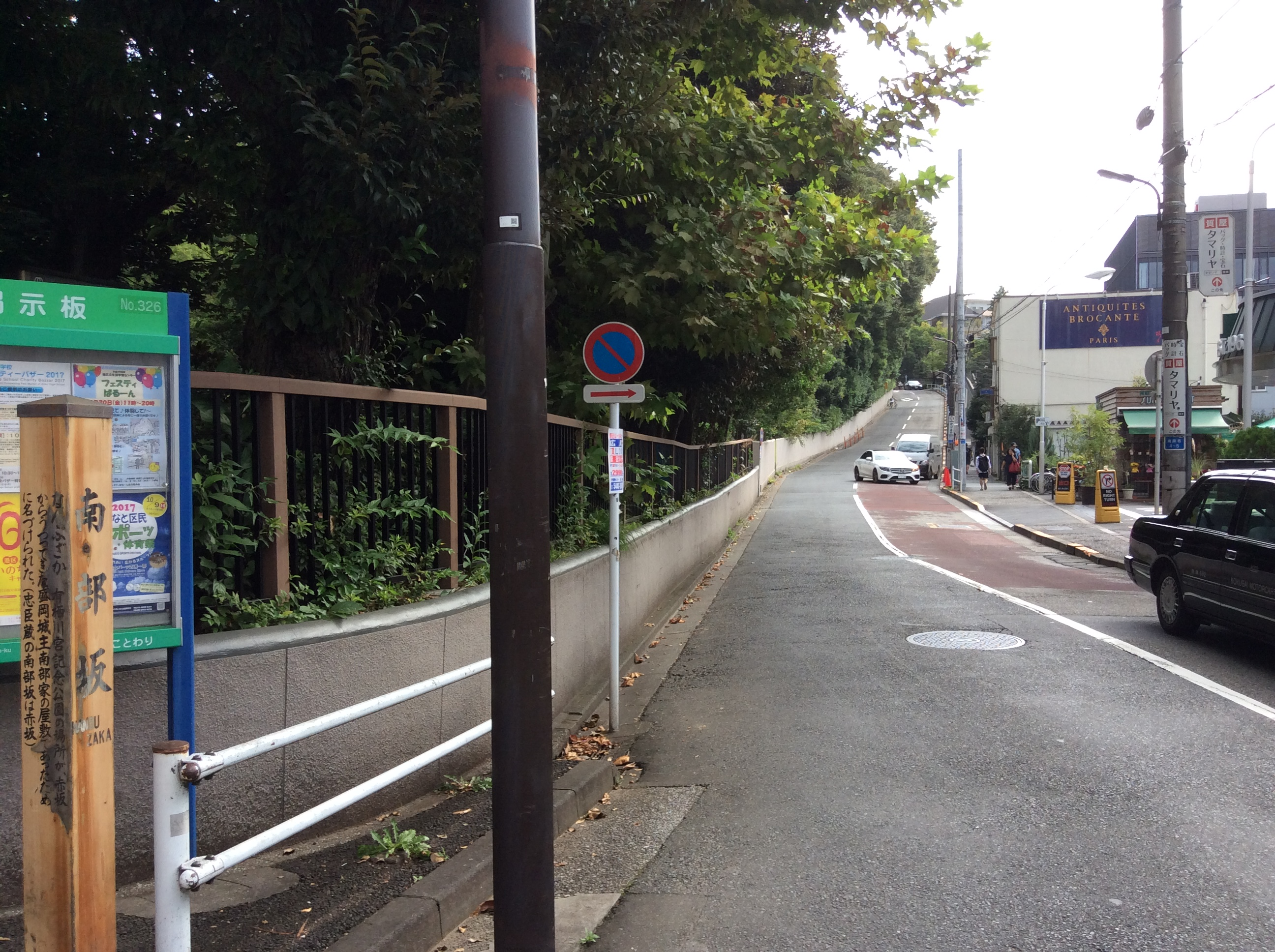
南部坂を東方向へ上る（2017年9月24日撮影）

### 地名の由来
町名は、旧麻布区の南部であることに由来する。なお、旧町名の由来については以下を参照。
- 麻布広尾町 - 地名の起源については広岡、平尾、広野など諸説あり定かでない[7]。江戸初期までは荒野で、渋谷まで続く低地帯は広尾原と呼ばれていた[7]。
- 麻布新堀町 - 町の東と南に新堀川（古川）が流れていたことに由来する[7]。
- 麻布田島町 - 元禄期から享保期まで新堀向と呼ばれたが、近傍に三田龜塚の代地二ヶ所と西久保天徳寺領屋敷があるのをあわせて田島町と称した[7]。「田の中の島」に由来するという説があるが定かではない[7]。
- 麻布竹谷町 - 里俗で竹ヶ谷（たけがや）と呼ばれていたことに由来する[7]。
- 麻布富士見町 - 徳川将軍家の別荘の白銀御殿（別名、麻布御殿、富士見御殿など）があったことから、1872年（明治5年）に富士見御殿にちなんで名づけられた[7]。
- 麻布盛岡町 - 延宝年間には南部藩の邸地となっており、1872年（明治5年）に南部氏が盛岡城主だったことにちなんで名づけられた[7]。

### 町名の変遷
| 実施後       | 実施年月日   | 実施前（特記なければ各町丁ともその一部）                                                                   |
| ------------ | ------------ | --- |
| 南麻布一丁目 | 1966年4月1日 | 麻布本村町の一部、麻布東町、麻布竹谷町、麻布新堀町、麻布富士見町、麻布広尾町、麻布盛岡町、麻布新広尾町1〜3 |
| 南麻布二丁目 | 1966年4月1日 | 麻布本村町の一部、麻布東町、麻布竹谷町、麻布新堀町、麻布富士見町、麻布広尾町、麻布盛岡町、麻布新広尾町1〜3 |
| 南麻布三丁目 | 1966年4月1日 | 麻布本村町の一部、麻布東町、麻布竹谷町、麻布新堀町、麻布富士見町、麻布広尾町、麻布盛岡町、麻布新広尾町1〜3 |
| 南麻布四丁目 | 1966年4月1日 | 麻布本村町の一部、麻布東町、麻布竹谷町、麻布新堀町、麻布富士見町、麻布広尾町、麻布盛岡町、麻布新広尾町1〜3 |
| 南麻布五丁目 | 1966年4月1日 | 麻布本村町の一部、麻布東町、麻布竹谷町、麻布新堀町、麻布富士見町、麻布広尾町、麻布盛岡町、麻布新広尾町1〜3 |

## 世帯数と人口
2025年（令和7年）4月1日現在（港区発表）の世帯数と人口は以下の通りである。
| 丁目         | 世帯数     | 人口     |
| ------------ | ---------- | -------- |
| 南麻布一丁目 | 2,977世帯  | 4,728人  |
| 南麻布二丁目 | 2,768世帯  | 4,227人  |
| 南麻布三丁目 | 1,675世帯  | 3,079人  |
| 南麻布四丁目 | 1,993世帯  | 3,702人  |
| 南麻布五丁目 | 1,234世帯  | 2,344人  |
| 計           | 10,647世帯 | 18,080人 |

### 人口の変遷
国勢調査による人口の推移。
| 年                 | 人口   |
| ------------------ | ------ |
| 1995年（平成7年）  | 11,016 |
| 2000年（平成12年） | 12,210 |
| 2005年（平成17年） | 12,981 |
| 2010年（平成22年） | 12,598 |
| 2015年（平成27年） | 15,936 |
| 2020年（令和2年）  | 17,250 |

### 世帯数の変遷
国勢調査による世帯数の推移。
| 年                 | 世帯数 |
| ------------------ | ------ |
| 1995年（平成7年）  | 4,914  |
| 2000年（平成12年） | 6,018  |
| 2005年（平成17年） | 7,298  |
| 2010年（平成22年） | 6,726  |
| 2015年（平成27年） | 8,477  |
| 2020年（令和2年）  | 9,418  |

## 学区
区立小・中学校に通う場合、学区は以下の通りとなる（2022年4月現在）。
| 丁目         | 番地            | 小学校             | 中学校             |
| ------------ | --------------- | ------------------ | ------------------ |
| 南麻布一丁目 | 1〜2番 25〜27番 | 港区立本村小学校   | 港区立高陵中学校   |
| 南麻布一丁目 | 3〜24番         | 港区立東町小学校   | 港区立六本木中学校 |
| 南麻布二丁目 | 2～8番 10～13番 | 港区立東町小学校   | 港区立六本木中学校 |
| 南麻布二丁目 | 15番            | 港区立白金の丘学園 | 港区立白金の丘学園 |
| 南麻布二丁目 | 1・9・14番      | 港区立本村小学校   | 港区立高陵中学校   |
| 南麻布三丁目 | 1〜21番         | 港区立本村小学校   | 港区立高陵中学校   |
| 南麻布三丁目 | 22番            | 港区立白金の丘学園 | 港区立白金の丘学園 |
| 南麻布四丁目 | 1〜22番         | 港区立本村小学校   | 港区立高陵中学校   |
| 南麻布四丁目 | 13〜15番        | 港区立白金の丘学園 | 港区立白金の丘学園 |
| 南麻布五丁目 | 全域            | 港区立笄小学校     | 港区立高陵中学校   |

## 交通

### 鉄道
- 東京メトロ
  -  南北線麻布十番駅（駅番号N-04）1番出入口下車
  -  日比谷線広尾駅（駅番号H-03）5番出入口下車
- 都営地下鉄
  -  大江戸線麻布十番駅（駅番号E-22）7番出入口下車

### 路線バス
- 都営バス
  - 古川橋停留所
  - 四ノ橋停留所
  - 光林寺停留所
  - 天現寺橋停留所
  - 三ノ橋停留所
  - 二ノ橋停留所
  - 仙台坂下停留所
  - 仙台坂上停留所
  - 元麻布二丁目停留所
  - 愛育病院前停留所
  - 広尾橋停留所
  - 日赤医療センター下停留所

### 道路
- 東京都道415号高輪麻布線 - 二の橋交差点～古川橋交差点
- 東京都道416号古川橋二子玉川線（明治通り） - 天現寺橋交差点～古川橋交差点
- 東京都道418号北品川四谷線（外苑西通り） - 日赤病院下交差点～天現寺橋交差点手前

## 事業所
2021年（令和3年）現在の経済センサス調査による事業所数と従業員数は以下の通りである。
| 丁目         | 事業所数  | 従業員数 |
| ------------ | --------- | -------- |
| 南麻布一丁目 | 169事業所 | 2,008人  |
| 南麻布二丁目 | 159事業所 | 2,109人  |
| 南麻布三丁目 | 124事業所 | 1,951人  |
| 南麻布四丁目 | 201事業所 | 2,135人  |
| 南麻布五丁目 | 225事業所 | 2,830人  |
| 計           | 878事業所 | 11,033人 |

### 事業者数の変遷
経済センサスによる事業所数の推移。
| 年                 | 事業者数 |
| ------------------ | -------- |
| 2016年（平成28年） | 734      |
| 2021年（令和3年）  | 878      |

### 従業員数の変遷
経済センサスによる従業員数の推移。
| 年                 | 従業員数 |
| ------------------ | -------- |
| 2016年（平成28年） | 10,263   |
| 2021年（令和3年）  | 11,033   |

## 施設

### 南麻布一丁目
- 港区立東町小学校 - 麻布十番駅や麻布十番商店街の傍にある。
- 韓国大使館 - 仙台坂を挟んで善福寺がある。
- 韓国中央会館（韓国民団本部）

### 南麻布二丁目
- 古川橋 - 古川橋交差点にある。白金高輪駅が最寄り。
- 古川橋病院 - 同上
- 東京インターナショナルスクール - 同上
- 西福寺
- 曹渓寺

### 南麻布三丁目
- イラン大使館
- 港区立本村小学校
- 本村公園
- フィンランド大使館
- パレスチナ総代表部
- 薬園坂
- 天真寺

### 南麻布四丁目
- 麻布子ども中高生プラザ
- ナショナル麻布スーパーマーケット - 広尾駅や広尾商店街がある広尾橋交差点近くにある。他に近接の広尾ガーデンヒルズ店がある。
- 広尾ガーデン - 同上広尾橋交差点にある。
  - 文教堂
- 天現寺 - 天現寺橋交差点にある。
- 天現寺ランプ（首都高速2号線）
- ニュー山王ホテル
- フランス大使館
  - アンスティチュ・フランセ日本
- 中国大使館別館
- ドイツ大使館
- パキスタン大使館
- 駐日欧州連合代表部
  - キプロス大使館
- 廣尾稲荷神社
- 光林寺
- 佑浩寺
- 麻布南部坂教会

### 南麻布五丁目
- 有栖川宮記念公園
  - 東京都立中央図書館
- 愛育クリニック - 愛育病院の芝浦移転後に置かれている。
  - 愛育養護学校
  - 愛育幼稚園
- 東京ローンテニスクラブ
- 麻布運動場
  - 麻布運動場軟式野球場
- 広尾駅 - 広尾商店街がある広尾橋交差点にある。
- 広尾学園中学校・高等学校
- スイス大使館
- ボスニア・ヘルツェゴビナ大使館
- 末日聖徒イエス・キリスト教会日本東京神殿 - モルモン教の教会
- 瑞華院

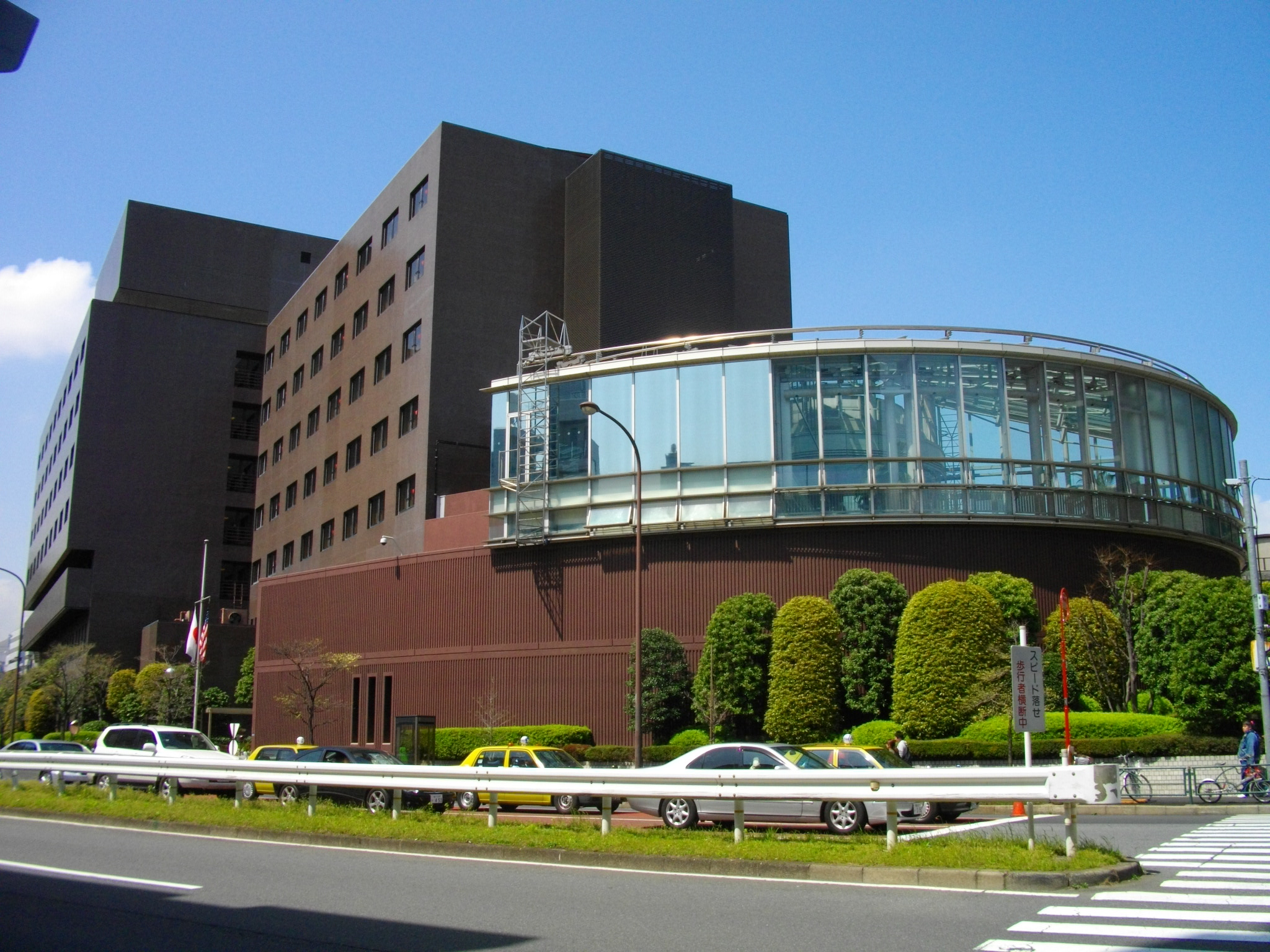
ニュー山王ホテル

## その他

### 日本郵便
- 郵便番号 : 106-0047[4]（集配局 : 芝郵便局[17]）。